# Enetimi Joel
Enetimi Joel (ur. 14 lutego 1990) – nigeryjski zapaśnik walczący w stylu wolnym. Ósmy na igrzyskach Wspólnoty Narodów w 2010. Zdobył dwa medale na mistrzostwach Afryki w latach 2008 - 2010.